# Campus Pierre-et-Marie-Curie (Val-de-Grâce)
Pour les articles homonymes, voir Campus Pierre-et-Marie-Curie, Campus Curie, CUJ et Jussieu.
Le campus Pierre-et-Marie-Curie (Val-de-Grâce), propriété pour l’essentiel de Sorbonne Université, s’inscrit entre les rues Saint-Jacques à l’ouest, Pierre-et-Marie-Curie au nord, d’Ulm à l’est et Louis-Thuillier au sud. Il est parfois désigné comme petit campus Curie par distinction du « grand campus Curie » appelé « campus de Jussieu » jusqu’en 2019.

## Institutions
Le campus Pierre-et-Marie-Curie (Val-de-Grâce) de Sorbonne Université, issu de l'ancienne université Pierre-et-Marie-Curie (UPMC) héberge l’institut Curie, comprenant l’ancien institut du radium devenu musée Curie (« pavillon Curie ») et les pavillons « des Sources », « Pasteur » et « Trouillet-Rossignol » de l’hôpital Curie, l’institut de biologie physico-chimique du CNRS, le laboratoire de chimie, physique, matière et rayonnement de l’UPMC, des laboratoires de l’École nationale supérieure de chimie de Paris de l’Université Paris sciences et lettres (PSL), les instituts géographique, océanographique et « Henri-Poincaré » (CNRS-UPMC), la Fondation sciences mathématiques de Paris, la Société mathématique de France et la Société de mathématiques appliquées et industrielles.

## Accès
Le Campus Pierre-et-Marie-Curie (Val-de-Grâce) est desservi par les lignes d'autobus 21 et 27, et par la ligne B du RER à la gare du Luxembourg.

## Historique
Dans l’antiquité tardive, cette zone urbaine de la période romaine de Lutèce, située sur la montagne Sainte-Geneviève, est progressivement abandonnée. Il faudra attendre quatorze siècles avec la construction en 1632 du couvent de la Visitation Sainte-Marie sur les plans de François Mansart, pour que la ville s’étende à nouveau sur ce terrain le long  de la rue du Faubourg-Saint-Jacques (actuelle rue Saint-Jacques). Le plan le plus ancien conservé, dit « de Bâle » de 1550 montre une zone de cultures peu bâtie au sud de l’enceinte de Philippe Auguste (emplacement des rues des Fossés-Saint-Jacques et Malebranche).
Le couvent de la Visitation est fermé en 1790 et mis en vente en 1797. Les religieuses de Saint-Michel ou religieuses de Notre-Dame de Charité rachètent le domaine de l’ancien couvent qui s’étendait sur trois hectares jusqu’à la rue d’Ulm et la rue Lhomond pour y établir une « maison de correction » pour filles. Celle-ci ferme en 1887 et en 1903 les religieuses quittent et mettant en vente leur propriété, acquise par l’université de Paris avec le concours de l’État, de la ville de Paris et du prince Albert Ier de Monaco, à qui l’université, en l’inscrivant en tant que membre bienfaiteur, céda 1 000 m2 pour y bâtir l’institut océanographique. Les bâtiments du couvent sont rasés au cours des années suivantes. Si l’institut océanographique est achevé dès 1911 et l’Institut du radium en 1914, les autres constructions sont postérieures à la Première Guerre mondiale.  

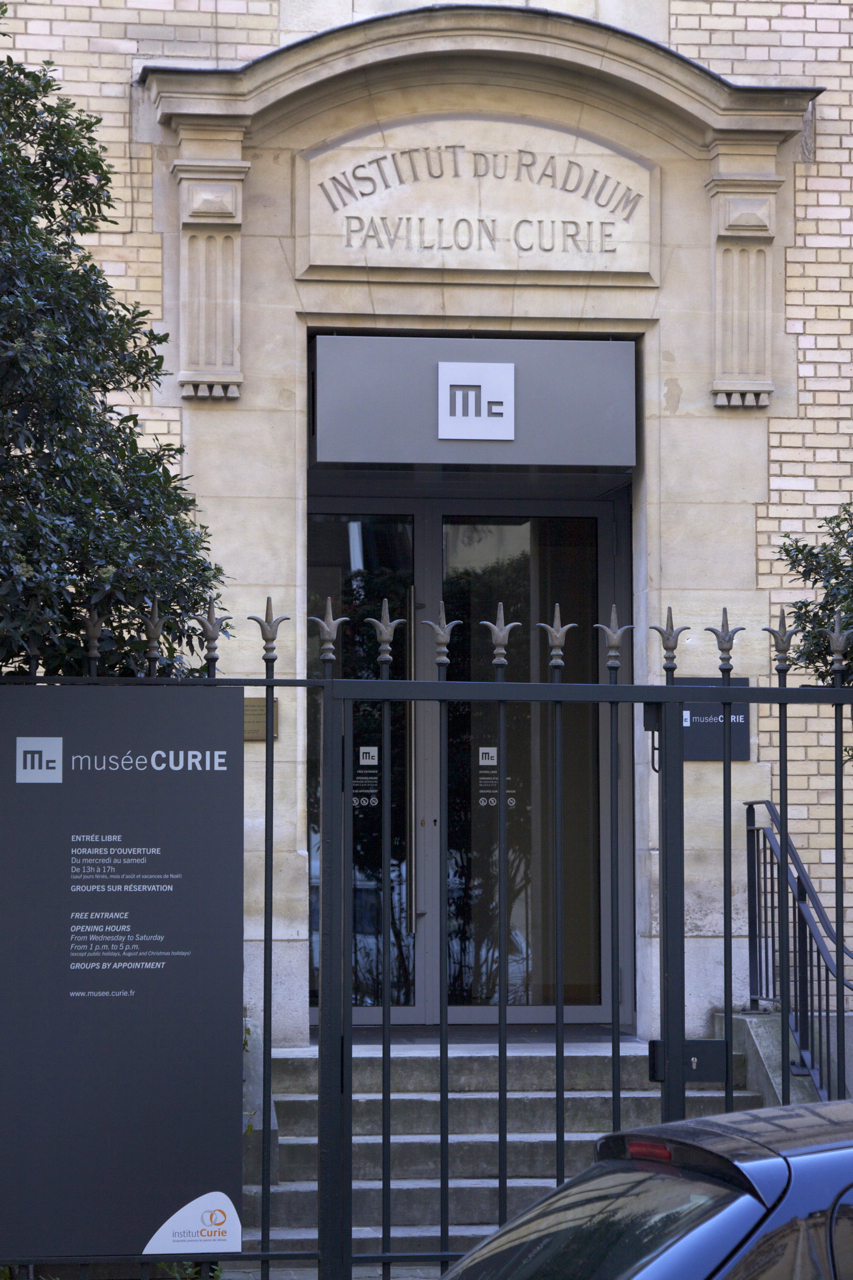
Le musée Curie dans le « pavillon Curie » de l’institut homonyme.
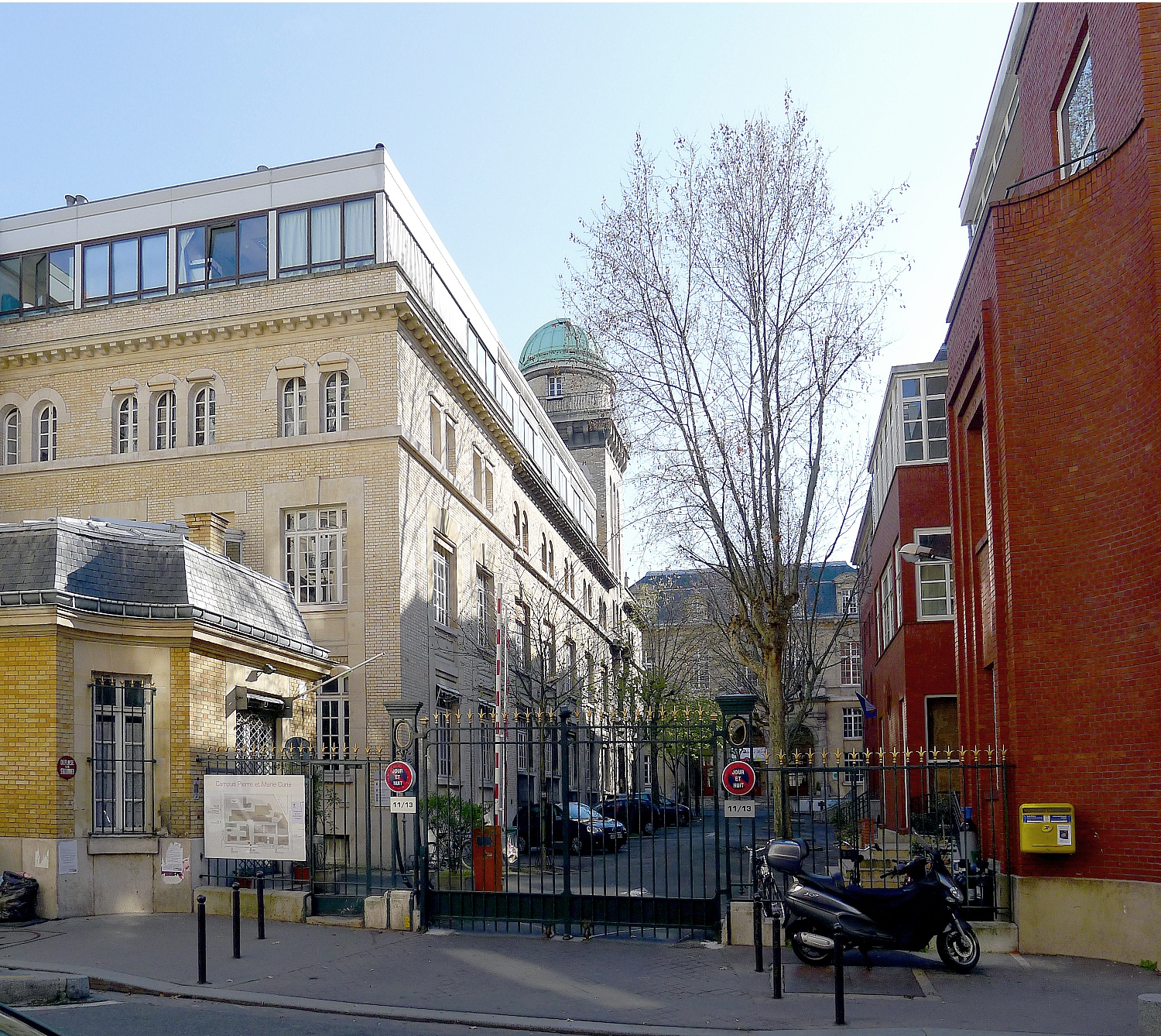
Une entrée du petit campus Curie : à gauche l’institut Curie ; au fond l’École nationale supérieure de chimie de Paris ; à droite l’Institut de biologie physico-chimique.
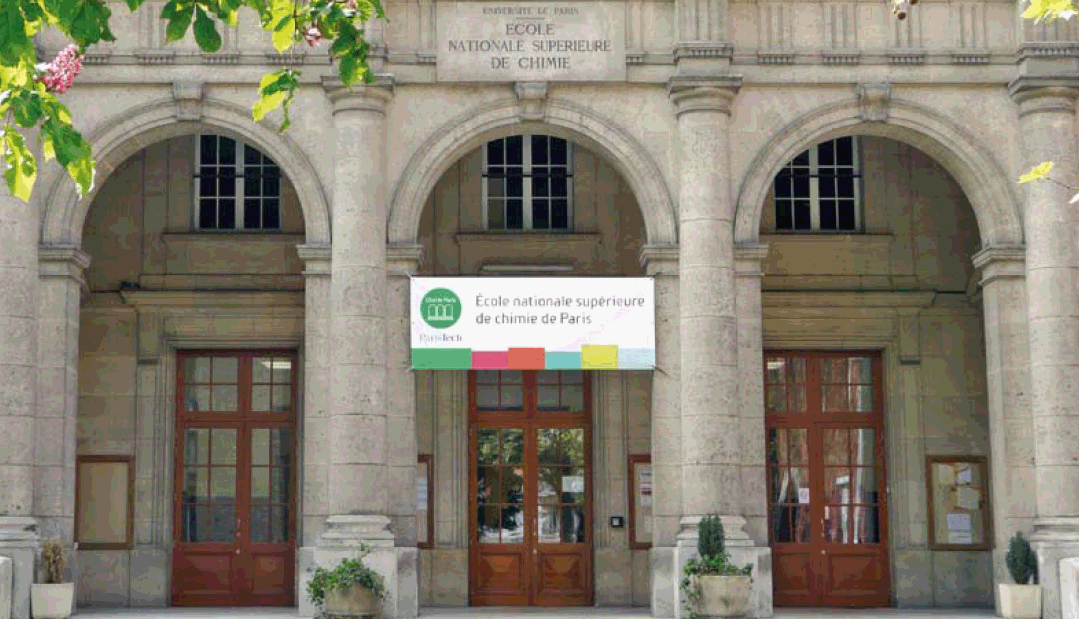
Entrée de l'École nationale supérieure de chimie.
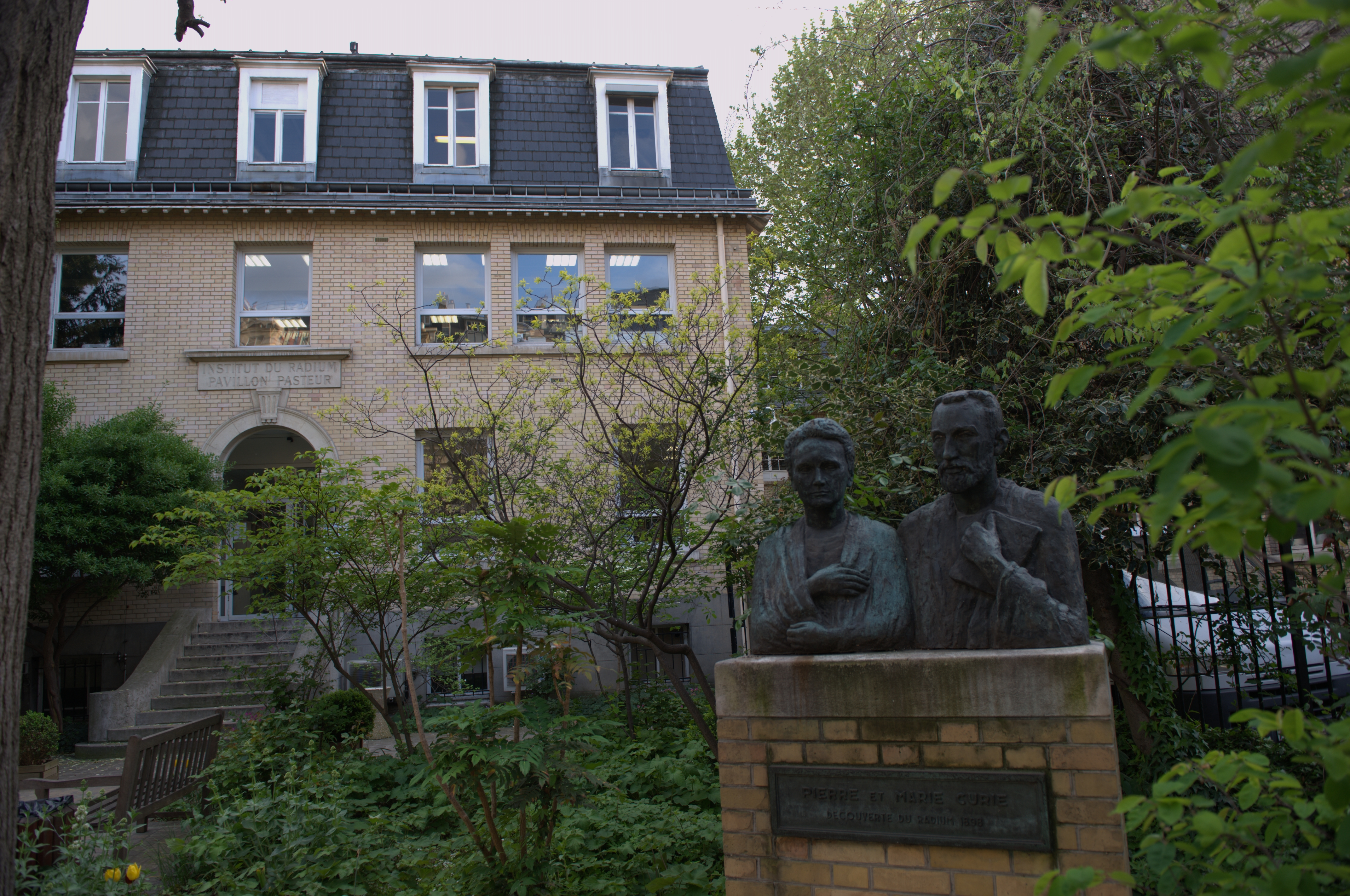
L’institut du radium : « pavillon Pasteur ».
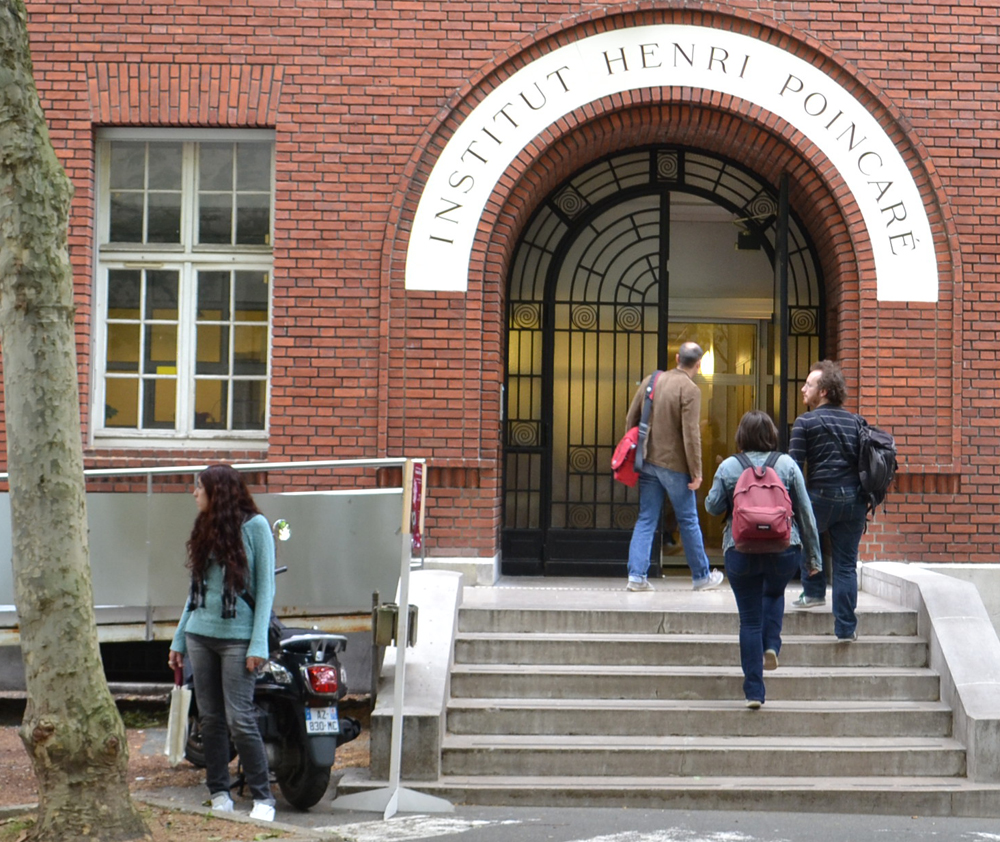
Porte d'entrée de l’institut Henri-Poincaré.
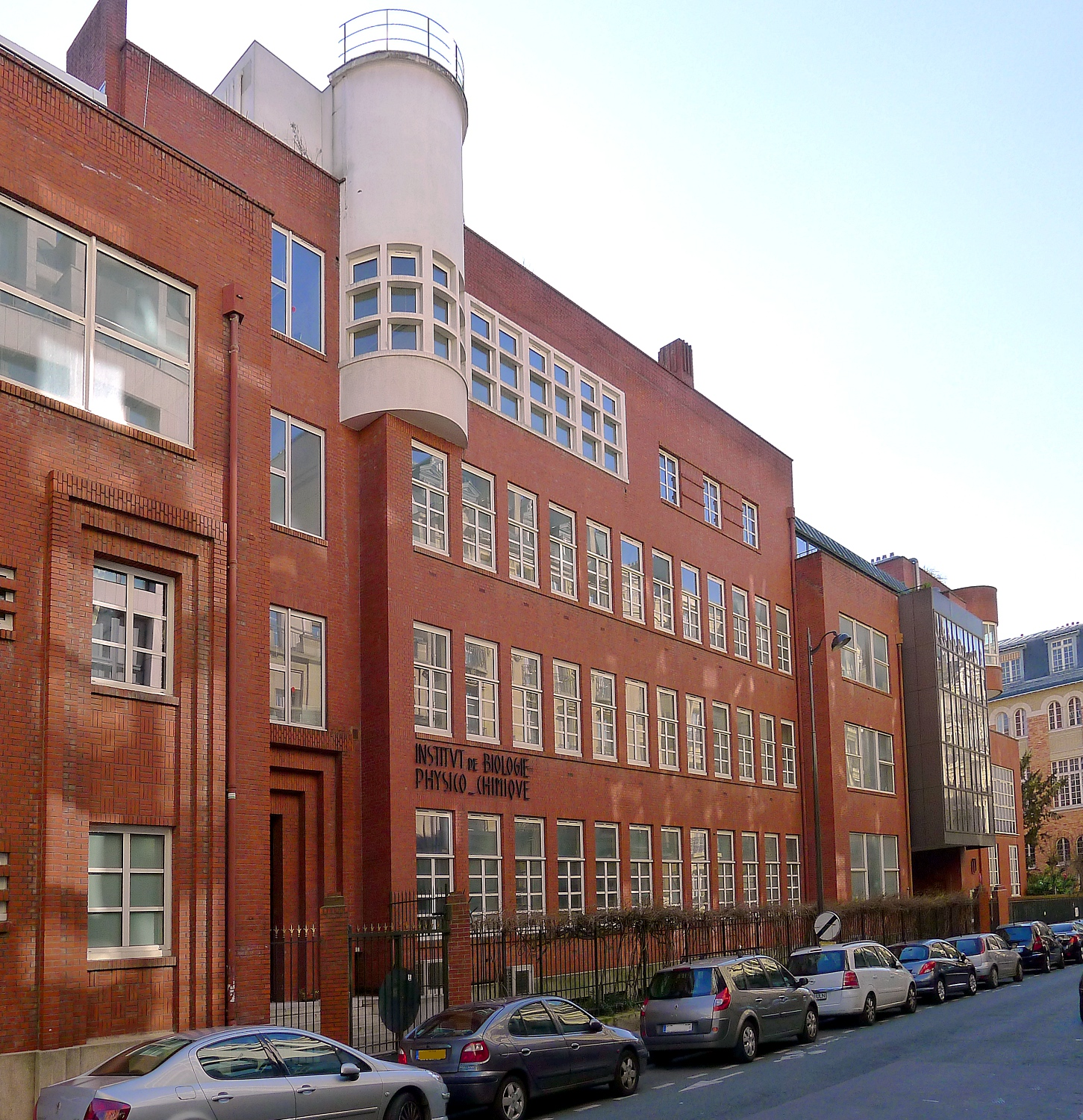
Institut de biologie physico-chimique.
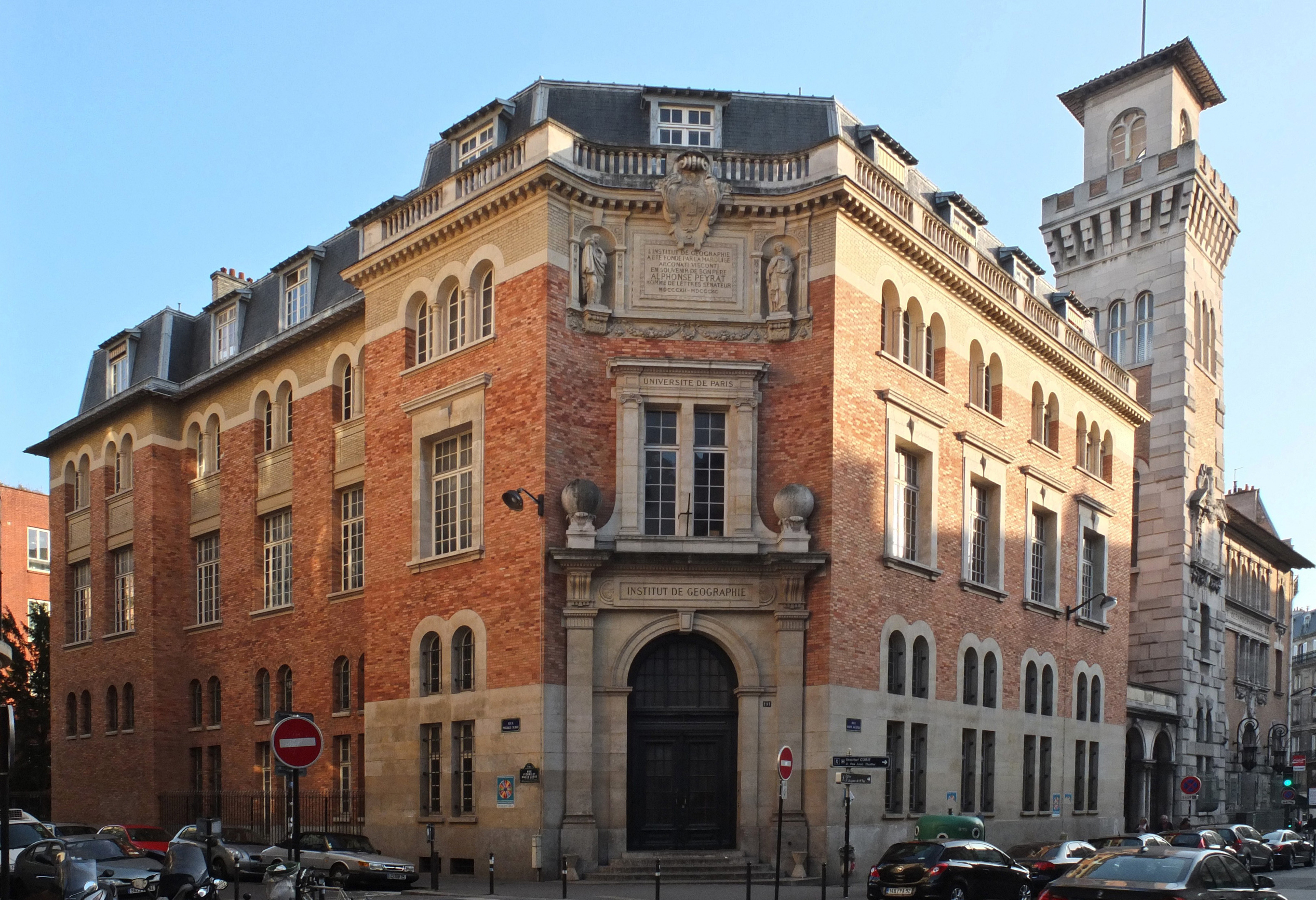
L'Institut de géographie de Paris.
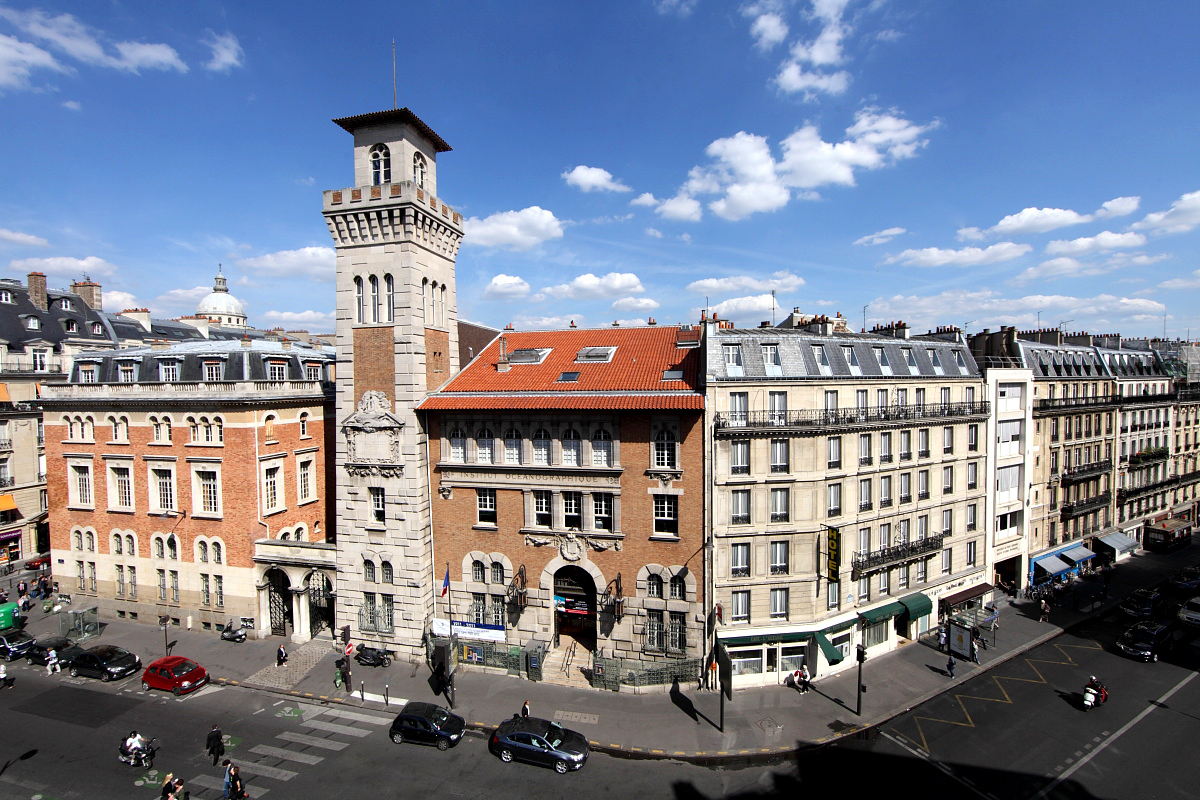
L'Institut océanographique de Paris.

## Annexe